# Choro-Q
Choro-Q (チョロQ ) is een samentrekking van de woorden "Choroi" (eenvoudig) en Quality en is een reeks Japanse speelgoedauto's van 3-4 cm lengte. Ze werden door de Japanse speelgoedfabrikant Takara voor het eerst vervaardigd in 1978. Deze reeks speelgoedauto's is extreem populair in Japan en zijn ware collector's items geworden, mede veroorzaakt door de lage verkoopprijs en merchandising.
Elke Choro Q beschikt over echte rubberbanden en karakteristieke veer motor. Het ontwerp van de auto's vormt echter een karikatuur van het echte automodel.